# ふくかんねっと
ふくかんねっとは、福島県民及び韓国国民に対して、言語、文化、経済、歴史等についての交流的な事業を行い、福島県と韓国の相互理解と友好親善の発展に寄与すべく設立した特定非営利活動法人（NPO法人）。法人名は、「ふくしまとかんこくをひとつのつながりでねっとわーく」から。2011年東日本大震災後は地域コミュニティの重要性を痛感し、地域復興への一助になるよう、これまでの活動実績を活かして新たな産業や雇用を創出を目的とする。具体的には地域の人達を巻き込んだ新しい農業の取り組みや、障がいを持つ若者への学習機会の提供等福祉の分野において活動を展開している。webサイトは、https://www.fukukannet.com/

## 概要
韓国仁川市出身の鄭 玄実（정현실 チョンヒョンスク）が来日後、日本文学と言語学を学び、福島県に移住して市民団体「福島韓国語・韓国文化ネットワーク」を結成し韓国の言語、文化、経済、歴史などの見識を広める営利活動を行ってきた。2001年に韓国市民との交流を推進し、相互理解を深めることを目的として、組織名をふくかんねっとに改めNPO法人として設立登記した市民団体である。

## 事業内容
- 福島の農業を考える事業
- 情報発信に関する事業
- 国際交流スタイルの地域づくり事業
- 障がいを持つ青年のための福祉型専攻科サランの運営